# Jair Gonçalves Prates
Jair Gonçalves Prates (Porto Alegre, 11 de julho de 1953) é um ex-futebolista brasileiro, que atuava no meio-campo e no ataque, e que se destacou no Internacional e no Peñarol.
Jair é um dos 3 futebolistas brasileiros que foram campeões da Copa Libertadores da América por uma equipe estrangeira.

## Biografia
Filho do também jogador de futebol Laerte Prates (conhecido como Laerte III), Jair nasceu em Porto Alegre, mas foi criado na Ilha do Governador, no Rio de Janeiro. Em função da profissão do pai, morou também em Bogotá e Barranquilla, retornando a Porto Alegre no final da década de 1960.
Começou sua carreira nas categorias de base do Internacional, após ter jogado futebol de salão na Sogipa.
Tri-campeão brasileiro pelo Inter
Jair subiu para os profissionais do Inter em 1974, ano da formação do grande time do Inter dirigido por Rubens Minelli. Naquele ano, havia sido campeão da Copa São Paulo de juniores, sendo um dos destaques da equipe. Jair já era reserva da equipe principal, que tinha craques como Falcão, Figueroa e Carpeggiani, e acabou passando o ano inteiro sem atuar, apenas treinando.
A estreia só foi acontecer no ano seguinte, justamente em um Gre-Nal. Jair foi chamado para substituir o lesionado Valdomiro e fazendo os cruzamentos dos dois gols da vitória por 2x0. Na campanha vitoriosa do Brasileiro de 1975, tornou-se uma espécie de "coringa", sendo muitas vezes chamado a atuar no decorrer dos jogos, em diferentes posições do meio-campo e do ataque.
Em 1976, foi octacampeão gaúcho pelo Inter. No Grenal decisivo, no Estádio Olímpico, o Inter ganhou por 2 a 0 e o segundo gol foi marcado por Dario, completando um lançamento de Jair. Dario, conhecido como Rei Dadá, disse em entrevista após o jogo que, se ele era rei, Jair era o Príncipe Jajá, criando o apelido.
No bi-campeonato brasileiro de 1976, Jair participou efetivamente da campanha, atuando em 22 dos 23 jogos e marcando 8 gols.
Mas foi na conquista do tri-campeonato brasileiro invicto, em 1979, que Jair chegou ao auge de sua carreira, jogando como meia-direita ao lado de Falcão, Batista e Mário Sérgio. Foi o artilheiro do time, com 9 gols, sendo o último deles na final, o primeiro gol da vitória por 2 a 1 sobre o Vasco no Estádio Beira-Rio.
Disputou apenas uma partida pela Seleção Brasileira, na Copa América 1979.
Campeão intercontinental pelo Peñarol
Em 1980, após a perda do título da Libertadores da América para o Nacional em Montevidéu, Jair esteve alguns meses emprestado ao Cruzeiro e finalmente foi negociado com o Peñarol, em troca do jogador uruguaio Ruben Paz. No Peñarol, Jair conquistou os títulos de campeão uruguaio, campeão da Libertadores e da Copa Intercontinental de 1982. Na decisão deste torneio, contra o Aston Villa da Inglaterra, Jair marcou o primeiro gol da vitória por 2 a 0 e foi considerado o melhor jogador em campo, ganhando como prêmio um carro Toyota oferecido pelo patrocinador.
Porém, em consequência de uma desavença com os colegas, que esperavam dividir o prêmio entre todos, Jair ficou sem jogar em 1983 (quando o Peñarol perdeu a final da Libertadores para o Grêmio) e foi afastado do clube em 1984.
Final de carreira
Depois dos 30 anos, Jair voltou ao Brasil para jogar pelo Juventus de São Paulo, esteve no futebol equatoriano, passou por outras equipes brasileiras e encerrou sua carreira aos 39 anos de idade, no Huracán de Montevidéu.
Recentemente, junto com outros ex-jogadores do futebol gaúcho, como Escurinho, Tovar, Alcindo, Ancheta e Tarciso, criou uma cooperativa para ensinar futebol, com o apoio da Prefeitura de Porto Alegre. Coordenador do núcleo da Restinga, Jair é responsável por cerca de 350 garotos entre 7 e 18 anos.
Candidatou-se a vereador de Porto Alegre nas eleições de 2012 pelo Democratas, mas não se elegeu.

## Títulos
Internacional
- Campeonato Gaúcho: 1974, 1975, 1976, 1978
- Campeonato Brasileiro: 1975, 1976, 1979
- Torneio Heleno Nunes: 1984

Peñarol
- Campeonato Uruguaio: 1982
- Copa Libertadores da América: 1982
- Copa Intercontinental: 1982

Barcelona de Guayaquil
- Campeonato Equatoriano: 1986